# Umbraculidae
Umbraculidae — семейство необычных улиток или морских блюдечек, морских заднежаберных брюхоногих моллюсков клады Umbraculida.

## Распространение
Моллюски широко распространены в тропических и субтропических морях.

## Классификация
Семейство состоит из двух небольших родов:
- Spiricella Rang, 1828
- Umbraculum Schumacher, 1817

## Синонимы
- Gastroplax Blainville, 1819: синоним Umbraculum Schumacher, 1817
- Umbrella Lamarck, 1819: синоним Umbraculum Schumacher, 1817